# Gero Caldarelli
Gero Caldarelli, all'anagrafe Giorgio Caldarelli (Torino, 24 agosto 1942 – Milano, 20 agosto 2017), è stato un mimo e attore italiano, noto soprattutto per essere stato colui che ha animato il Gabibbo dal 1990 fino alla sua morte.

## Biografia
Durante l'infanzia rimane orfano: all'età di otto anni muore suo padre di infarto miocardico, e cinque mesi dopo perde sua madre per leucemia. Va quindi a vivere nel "collegio dei poveri" di Cesano Boscone. Ottenuto il diploma di terza media, deve smettere di studiare e iniziare a lavorare.
Nel 1960 si iscrive alla scuola di mimo del Piccolo Teatro di Milano.
Per l'ingresso nel mondo dello spettacolo, Giorgio si cambia il nome in Gero, perché «un Giorgio nel mondo dello spettacolo non è nessuno [...] anche se non so nemmeno io che significato possa avere [il nuovo nome Gero] ».
Nel 1965 anima Topolino davanti a Walt Disney. Nel 1974 fonda, assieme a Maurizio Nichetti, la sua compagnia teatrale, chiamandola "Quelli di Grock", che lascerà poi nel 1988.
Negli anni '80 inizia a collaborare con Antonio Ricci, interpretando i personaggi di Gawronski e Pendulus all'interno della trasmissione-culto Drive In.
Nel 1986 si converte al buddhismo, aderendo al movimento giapponese Soka Gakkai.
Nel 1990 Antonio Ricci sceglie Caldarelli per animare il suo nuovo personaggio televisivo, il Gabibbo. Essendo Caldarelli alto 153 cm, il pupazzo viene progettato per essere alto 165 cm, permettendo così a Gero di guardare il mondo esterno tramite la bocca, e ciò gli permette di avere una visibilità maggiore sul palcoscenico. Il pupazzo viene costruito direttamente sul suo corpo dalla scenografa Lalla Cheli, e cucito in casa dalla moglie di Gero, Katia.
Nel 1996 interpreta, nel cortometraggio Il perfezionista, scritto da Lorenzo Beccati e diretto da Claudio Malaponti, sia il ruolo del Gabibbo che di un "committente" che, odiandolo molto, paga un killer professionista per ucciderlo. L'opera viene presentata come evento speciale alla 53ª Mostra internazionale d'arte cinematografica di Venezia.

### Ultimi anni e morte
Colpito da malattia, negli ultimi tempi si alterna nel Gabibbo con il suo allievo Rocco Gaudimonte. Muore il 20 agosto 2017, quattro giorni prima del suo 75º compleanno.

## Filmografia

### Cinema
- Le impiegate stradali (Batton Story), regia di Mario Landi (1976)
- Magic Show, regia di Maurizio Nichetti (1978) - cortometraggio
- Ratataplan, regia di Maurizio Nichetti (1979)
- Ho fatto splash, regia di Maurizio Nichetti (1980)
- Domani si balla!, regia di Maurizio Nichetti (1982)
- Ödipussi, regia di Loriot (1988)
- Ladri di saponette, regia di Maurizio Nichetti (1989)
- Stefano Quantestorie, regia di Maurizio Nichetti (1993)
- Il perfezionista, regia di Claudio Malaponti (1996) - cortometraggio[9]
- Svitati, regia di Ezio Greggio (1999)

### Televisione
- Balliamo e cantiamo con Licia – serie TV, episodio 1x01 (1988)
- Cristina, - serie TV, 1 episodio (1989)
- Don Tonino - serie TV, episodio 2x07 (1990)
- Nonno Felice - serie TV, episodio 1x12 (1993)
- Quei due sopra il varano, regia di Silvia Arzuffi - serie TV (1996)

### Pubblicità
- Saclà nei panni di un corridore delle corse podistiche (1971)